# Русская Карлутка
Русская Карлутка (Зеленая Роща) — упразднённая деревня Завьяловского района Республики Удмуртии Российской Федерации, вошедшая в черту города Ижевска.
Ныне территория Ижевского радиозавода.

## География
Находится в 2,3 км юго-восточнее Администрации г. Ижевска, в 2,1 км северо-восточнее-восточнее Свято-Михайловского Собора, по правому склону долины р. Карлутка в её среднем течении.
В справке конца XIX века сказано: «Деревня Русская Карлутка находится при рѣчкѣ Карлуткѣ, въ 70 верст. отъ г. Сарапула и въ 2 в. отъ мѣстныхъ центровъ. Жители — русскіе, православные. Возникла деревня, будто бы, прежде Ижевскаго завода. Земля раздѣлена по ревизскимъ душамъ. Въ деревнѣ 4 вѣялки».

## История
Впервые отмечено в списке населенных мест Вятской губернии 1859—1873 гг., где в 23 дворах проживало 146 человек (66 мужчин и 80 женщин). За деревней числилась православная часовня. В материалах по статистике Вятской губернии 1884—1893 гг, в подворной описи представлены сведения о 35 русских дворах сельских обывателей с 206 жителями (98 мужчин и 108 женщин). По материалам 1905 г (Список населенных мест Вятской губернии 1905 г) за 47 дворами числилось 247 жителей (119 мужчин и 128 женщин). Согласно материалам клировой ведомости 1915 г., жители деревни были приписаны к приходу Александро-Невского собора Ижевского завода. В материалах «Список населенных мест Вотской автономной области 1924 г» отмечено, что по состоянию на 1920 г., в д. Карлутка Русская насчитывалось 66 русских дворов с 383 жителями. В 1924 году количество дворов увеличилось до 67, при этом число жителей уменьшилось до 300. За жителями деревни числилось 704,26 десятин земли, из них на пашню приходилось 407,00 десятины. В административном отношении деревня числилась в Ижевском уезде, Завьяловской волости, Старковском сельсовете. в 1925 году в ходе разукрупнения сельских советов образован Чемошурский сельсовет Завьяловской волости с центром в деревне Чемошур, и включавший деревни Вожой Новый, Карлутка Вотская, Карлутка Русская и Ярушки Старые.
По состоянию на 1931 гг. находилась в составе Чемошурского сельсовета Ижевского ёроса (района).
В 1931 году деревня вошла в состав Ижевска, и на её месте сначала вырос Восточный посёлок, а позднее следственный изолятор и Ижевский радиозавод.